# Lantis
Lantis Company Ltd. (株式会社ランティス, Kabushiki gaisha Rantisu) est un label de musique japonais pour les musiciens japonais et les bandes originales de jeux vidéo et d'anime. Elle est fondée le 26 novembre 1999, puis rachetée en mai 2006 par Bandai Visual, elle-même une filiale de Bandai Namco Holdings.
En février 2018, il a été annoncé que Lantis serait fusionnée avec sa société mère Bandai Visual dans une nouvelle succursale de BNH, appelée Bandai Namco Arts. La réorganisation a pris effet le 1er avril 2018. Lantis n'est plus qu'un label de la nouvelle société.

## Sous-labels
Lantis possédait quatre labels :
- Lantis (label principal, distribué originellement par King Records, aujourd'hui auto-distribué)
- Glory Heaven (distribué par Sony Music Entertainment Japan)
- Kiramune (auto-distribué)
- Mellow Head (distribué par NBCUniversal Entertainment Japan)

## Artistes

### Lantis
- 2HEARTS
- AiRI (en)
- Ai Shimizu
- Aira Yūki
- Aki Hata
- Aki Misato
- ALI PROJECT
- Annabel
- Aqours
- BEST FRIENDS!
- Blood Stain Child
- Ceui
- ChouCho
- CooRie
- Dai-ni Bun'gei-bu
- Daisuke Hirakawa
- Daisuke Ono
- DEARDROPS
- Eufonius
- Faylan
- Fhána
- G.Addict
- GRANRODEO
- Hekiru Shiina
- Hiromi Satō
- Hironobu Kageyama
- Hiroshi Kitadani
- Hyadain
- Ika Musume
- JAM Project
- Kanae Itō
- Kenichi Suzumura
- Kenshō Ono
- Larval Stage Planning
- LAZY
- Mai Nakahara
- Marble
- Masaaki Endoh
- Masami Okui
- Masumi Itō
- Megu Sakuragawa
- Megumi Ogata
- Mia REGINA
- Milktub
- Minami Kuribayashi
- Minori Chihara
- Minoru Shiraishi
- Mitsuo Iwata
- Miyuki Hashimoto
- nano.RIPE
- Natsuko Aso
- Nijigasaki Gakuen School idol Club
- Nomico
- OLDCODEX
- Oranges & Lemons
- OUTER-TRIBE
- Rin
- Rita
- R.O.N (aussi connu comme « STEREO DIVE FOUNDATION »)
- Ryoko Shintani
- Sakura Nogawa
- Saori Atsumi
- Sayaka Sasaki
- SCREEN mode
- Sena
- Shizuka Itō
- Shō Hayami
- Shōjobyō
- Showtaro Morikubo
- Snow*
- Sphere
- STARRY PLANET☆
- StylipS
- Suara
- Shuuhei Kita
- SV TRIBE
- Takashi Utsunomiya (aussi connu comme « U_WAVE »)
- Takuma Terashima
- Tatsuhisa Suzuki
- Tetsuya Kakihara
- Toshiyuki Morikawa
- TRUE
- Ui Miyazaki
- ULTRA-PRISM
- Wild San-nin Musume
- Yōsei Teikoku
- Yozuca*
- Yūmao
- Yūki Kaji
- Yuko Goto
- YURIA
- ZAQ
- μ's
- Fo'xTails

### Kiramune
- CONNECT (constitué de Mitsuo Iwata et de Kenichi Suzumura)
- Miyu Irino
- Hiroshi Kamiya
- KAmiYU (constitué d'Irino et de Kamiya)
- Daisuke Namikawa
- Tetsuya Kakihara
- Nobuhiko Okamoto
- Trignal (constitué de Takuya Eguchi, Ryōhei Kimura et de Tsubasa Yonaga)
- Hiroyuki Yoshino

### GloryHeaven
- Rie Kugimiya
- Crustacea
- Sphere
- Mamiko Noto

### Mellow Head
- Kukui
- Ai Shimizu
- NANA
- Meg rock
- Riryka

### Anciens artistes
- UNDER17
- SKE48
- Eri Kitamura
- Clover
- Riyu Kosaka
- Sae
- KOTOKO
- Saeko Chiba
- Sakura Nogawa
- Aya Hirano
- Milky Holmes
- Mix★JUICE
- MOSAIC.WAV
- Ui Miyazaki
- Little Non
- Yuka Saotome
- Sea☆A
- Rey
- STAR☆ANIS
- AIKATSU☆STARS!

### Source de la traduction
- (en) Cet article est partiellement ou en totalité issu de l’article de Wikipédia en anglais intitulé « Lantis (company) » (voir la liste des auteurs).